# Muerte cruzada
Trong chính trị Ecuador, muerte cruzada (phát âm tiếng Tây Ban Nha: [ˈmweɾte kɾuˈsaða]) là thuật ngữ chỉ một cơ chế luận tội tổng thống và giải tán Quốc hội được quy định trong Điều 130 và Điều 148 của Hiến pháp năm 2008.
Theo Điều 148, tổng thống có quyền giải thể Quốc hội, nhưng phải trả giá bằng việc cho cử tri cơ hội bỏ phiếu bầu tổng thống ra khỏi nhiệm sở. Cơ chế này yêu cầu tổ chức một cuộc bầu cử đặc biệt sau khi giải thể, trong đó sẽ bầu ra tổng thống và phó tổng thống mới, cũng như Quốc hội mới. Các ứng cử viên đắc cử - vào cả hai nhánh hành pháp và lập pháp - sẽ phục vụ hết phần còn lại của nhiệm kỳ tổng thống và lập pháp hiện tại. Sau đó, một cuộc bầu cử thường kỳ cho nhiệm kỳ bốn năm đầy đủ sẽ được tổ chức theo lịch bầu cử thông thường.
Điều 130 cũng quy định tương tự trong trường hợp tổng thống bị luận tội thành công: tổng thống đương nhiệm có thể bị bãi nhiệm bởi hai phần ba số thành viên của Quốc hội (92/137 phiếu), nhưng nếu tổng thống bị bãi nhiệm theo cách này, phải tổ chức bầu cử mới để bầu ra tổng thống mới và Quốc hội mới để phục vụ hết phần còn lại của nhiệm kỳ hiện tại.
Vì vậy, khía cạnh "tử vong chéo" của các quy định này phát sinh từ một yếu tố chính: "khi giải thể một nhánh của chính phủ, nhánh kia sẽ cho cử tri quyết định về việc tiếp tục giữ chức vụ của mình: nói cách khác, các cuộc bầu cử được tổ chức đối với cả nhánh chính phủ bị giải thể và nhánh yêu cầu giải thể."
Quy định muerte cruzada được đưa ra nhằm tránh tình trạng bế tắc chính trị kéo dài đã từng đặc trưng cho Ecuador dưới các hiến pháp trước đây. Nó được coi là một cách giải quyết khủng hoảng hiến pháp nhưng nó cũng bị chỉ trích là có thể dẫn đến bất ổn chính trị và suy yếu thể chế. Một phán quyết của Tòa án Hiến pháp vào tháng 9 năm 2010 mô tả muerte cruzada là "một công cụ kiểm tra và cân bằng nhằm cân bằng một nhánh của chính phủ với một nhánh khác".